# Донченко Олена Андріївна
Донченко Олена Андріївна — український психолог і соціолог, доктор соціологічних наук, професор.

## Біографія
Народилася 09.02.1950.
Закінчила Київський державний університет імені Тараса Шевченка, філософський факультет, відділення психології (1972); аспірантуру Інституту філософії АН УРСР (1978). Доктор соціологічних наук (з 1994); дисертація «Соцієтальна психіка як предмет соціології». Доцент (з 2001).
Член Балтійської педагогічної академії (з 1998).
Лауреат першої премії АПН України за кращу монографію (2001).

### Професійна діяльність
1978—1986 — Інститут філософії АН УРСР, відділ філософських проблем психології, молодший науковий співробітник, старший науковий співробітник;
1986—1987 — Державний педагогічний інститут іноземних мов, кафедра наукового комунізму, викладач;
1987—1990 — Інститут філософії АН УРСР, відділ дослідження соціальних структур, старший науковий співробітник, завідувач сектора соціології молоді;
1990—1995 — Інститут соціології НАН України, відділ соціальної психології, провідний науковий співробітник, завідувач;
1995 — Академія муніципального управління, керівник психологічної служби;
1995—1996 — ОП НДІ соціально-економічних проблем, відділ соцієтальних проблем та психологічної експертизи, завідувач;
1996—1998 — Інститут соціології НАН України, відділ етнокультурних досліджень, соціальної психології, провідний науковий співробітник;
1998 — Академія муніципального управління, кафедра психології та соціології, завідувач.
З 1998 завідувач лабораторії психології мас та організацій, потім головний науковий співробітник Інституту соціальної та політичної психології НАПН України.

## Наукові досягнення
Сфера наукових інтересів — соціальна психологія, соціологія, соціономіка, політична психологія. Досліджує теоретико-методологічні проблеми загальної та соціальної психології та соціології; психологію та соціологію соціуму; надперсональні чинники індивідуальної та колективної психології.
Займалася теоретичними та методологічними дослідженнями феномену соціальної психіки (психіки соціуму). Сформулювала теорію соціальної психіки (психіки соціуму). Цінність цієї теорії — в її наднаціональній суті, в розгортанні панорами єдиної соціально-психологічної природи народів та етносів, які різняться між собою глибинно-психологічними факторами.

## Основні наукові праці
- Донченко, О. А. Архетиповий менеджмент: монографія / О. А. Донченко. — Кіровоград: ПВЦ ТОВ «Імекс ЛТД», 2012 . — 261,[2] c. ISBN 978-966-189-132-5
- Донченко Е. А. Фрактальная психология. Доглубинные основания индивидуальной и социетальной жизни / Е. А. Донченко. — К.: Знання, 2005. — 326 с. ISBN 966-8148-74-6
- Донченко, О. А. Архетипи соціального життя і політика: Глибинні регулятиви психополітичного повсякдення / О. А. Донченко, Ю. В. Романенко. — К. : Либідь, 2001 . — 334 с. ISBN 966-06-0179-4
- Донченко Е. А. Наш деловой человек / Е. А. Донченко, Е. Г. Злобина, В. А. Тихонович. — К. : Институт социологии НАН Украины, 1995. — 148 с.
- Донченко, Е. А. Социетальная психика: [Монография] / Е. А. Донченко; Нац. акад. наук Украины. Ин-т социологии. — К. : Наукова думка, 1994. — 206, [2] с. ISBN 5-12-004665-7
- Донченко Е. А. Личность: конфликт, гармония / Е. А. Донченко, Т. М. Титаренко. — К.: Политиздат Украины, 1987. — 158 с.
- Донченко Е. А. Формирование разумных потребностей личности / Е. А. Донченко, Л. В. Сохань, В. А. Тихонович. — К.: Политиздат Украины, 1984. — 223 с.
- Донченко Е. А. Потребление и развитие личности (социально-психологический анализ) / отв. ред. В. А. Тихонович; АН УССР Ин-т философии. — К.: Наукова думка, 1982. — 110 с.